# FX Movie Channel
 (décembre 2021).
La mise en forme du texte ne suit pas les recommandations de Wikipédia : il faut le « wikifier ».
Les points d'amélioration suivants sont les cas les plus fréquents. Le détail des points à revoir est peut-être précisé sur la page de discussion.
- Les titres sont pré-formatés par le logiciel. Ils ne sont ni en capitales, ni en gras.
- Le texte ne doit pas être écrit en capitales (les noms de famille non plus), ni en gras, ni en italique, ni en « petit »…
- Le gras n'est utilisé que pour surligner le titre de l'article dans l'introduction, une seule fois.
- L'italique est rarement utilisé : mots en langue étrangère, titres d'œuvres, noms de bateaux, etc.
- Les citations ne sont pas en italique mais en corps de texte normal. Elles sont entourées par des guillemets français : « et ».
- Les listes à puces sont à éviter, des paragraphes rédigés étant largement préférés. Les tableaux sont à réserver à la présentation de données structurées (résultats, etc.).
- Les appels de note de bas de page (petits chiffres en exposant, introduits par l'outil «  Source ») sont à placer entre la fin de phrase et le point final[comme ça].
- Les liens internes (vers d'autres articles de Wikipédia) sont à choisir avec parcimonie. Créez des liens vers des articles approfondissant le sujet. Les termes génériques sans rapport avec le sujet sont à éviter, ainsi que les répétitions de liens vers un même terme.
- Les liens externes sont à placer uniquement dans une section « Liens externes », à la fin de l'article. Ces liens sont à choisir avec parcimonie suivant les règles définies. Si un lien sert de source à l'article, son insertion dans le texte est à faire par les notes de bas de page.
- La présentation des références doit suivre les conventions bibliographiques. Il est recommandé d'utiliser les modèles {{Ouvrage}}, {{Chapitre}}, {{Article}}, {{Lien web}} et/ou {{Bibliographie}}. Le mode d'édition visuel peut mettre en forme automatiquement les références.
- Insérer une infobox (cadre d'informations à droite) n'est pas obligatoire pour parachever la mise en page.

Pour une aide détaillée, merci de consulter Aide:Wikification.
Si vous pensez que ces points ont été résolus, vous pouvez retirer ce bandeau et améliorer la mise en forme d'un autre article.
 (décembre 2021).
FX Movie Channel (FXM) est une chaîne de télévision payante américaine appartenant à FX Networks LLC, une filiale de la division Walt Disney Television de The Walt Disney Company. C'est la chaîne sœur de FX et FXX et FX sur Hulu. La programmation de la chaîne se compose en grande partie de films, principalement ceux de 20th Century Studios, Twentieth Century Pictures et Fox Film Corporation. Depuis 2012, FXM a séparé son contenu cinématographique en deux blocs distincts. Sa programmation principale se concentre davantage sur les films récents et sa grille de début de matinée et de journée (marquée comme « FXM Retro ») se concentre sur les films classiques.
En février 2015, FXM est disponible auprès d'environ 52 607 000 foyers de télévision payante (45,2 % des foyers équipés d'une télévision) aux États-Unis.

## Histoire

### fXM: Movies from Fox (1994–2000)
Initialement prévue pour s'intituler "Fox Movie Studio" au cours des étapes de planification, la chaîne a été lancée à minuit le 31 octobre 1994 sous le nom de fXM : Movies from Fox, un nom dérivé de celui de sa chaîne câblée sœur FX, qui avait été lancée cinq mois plus tôt, le 1er juin. Le premier film diffusé sur fXM était le classique culte de 1975, The Rocky Horror Picture Show. Son format d'origine se concentrait uniquement sur les films classiques de la cinémathèque de la 20th Century Fox, qui étaient présentés sans publicité et (en ce qui concerne les films sortis à l'origine en noir et blanc) sans coloration, et étaient généralement montrés sans montage pour le contenu et le temps ; les films diffusés étaient principalement des sorties des années 1920 à 1980
Le 7 février 1997, FXM a diffusé ses premières commissions de production de six films de moins de 12 minutes dans un showcase animé par le producteur-réalisateur Michael Apted. Deux d'entre eux, Better Late (réalisé par Jessica Yu) et 78 (dirigé par Noah Edelson), ont été présentés pour la première fois au Sundance Film Festival.

### Fox Movie Channel (2000–2014)
La chaîne a officiellement changé de nom pour devenir Fox Movie Channel le 1er mars 2000.
Le 1er janvier 2012, la programmation de Fox Movie Channel a été divisée en deux blocs de 12 heures : sa grille principale, de 3 h à 15 h, heure de l'Est, était un bloc sans publicité retenant les films plus anciens de la bibliothèque de la 20th Century Fox. Un autre bloc, appelé FX Movie Channel, les autres 12 heures consistait en une liste élargie de longs métrages plus récents de la Fox et de quelques autres studios de cinéma, dont Columbia Pictures et Universal Pictures.
La chaîne, qui ne diffusait que des promos pour sa programmation ainsi que des interstitiels relatifs à ses films, a également commencé à diffuser des publicités traditionnelles pendant le bloc de 12 heures, qui s'étend de la fin de l'après-midi au début de la nuit (de 15 h à 3 h, heure de l'Est). Par conséquent, les films diffusés dans le bloc FXM sont montés pour tenir compte du temps de publicité et du contenu. Fox Movie Channel a conservé la diffusion de ses films sans montage et sans publicité.

### FX Movie Channel (2014-présent)
Le 9 juin 2014, Fox Movie Channel a changé son nom en FXM. Le 1er janvier 2015, FXM a brisé le format pour sa première et unique fois, en organisant un marathon de la première saison de la série originale de FX, Fargo.

## Haute définition
FXM fournit un flux simulcast haute définition qui diffuse le contenu cinématographique de la chaîne en 720p, le format de transmission par défaut de la société.